# マッジョーレ門
マッジョーレ門（イタリア語: Porta Maggiore）は、イタリア ローマの古代ローマ時代の城壁であるアウレリアヌス城壁に設けられた城門である。この門は、プラエネスティーナ街道とラビカナ街道を通過させるために造られた門であったため、古代ローマ時代にはプラエネスティーナ門（ラテン語: Porta Praenestina）と呼ばれていた。
プラエネスティーナ門（現 マッジョーレ門）の起源は、52年に第4代皇帝クラウディウスがクラウディア水道と新アニオ水道を完成させたとき、街道を横断するため造ったアーチ橋である。”自然を制覇して水道を建造した”皇帝の勝利を記念した凱旋門として、真っ白なトラバーチン（大理石の一種）で造られている。
その後、3世紀にアウレリアヌス城壁を築くとき、すでに存在したローマ水道の水道橋の構造物を最大限利用したため、この凱旋門も壁に組み込まれ「城門」となってしまったものである。
405年には西ローマ帝国初代皇帝ホノリウスが見張り台を追加し、その基礎部分の痕跡は現在も残っている。
現在、この門がマッジョーレ門と呼ばれているのは1.4km離れたサンタ・マリア・マッジョーレ大聖堂に向かう通りがこの門からまっすぐに大聖堂まで延びているからである。

## 碑文
門には、クラウディウス帝、ウェスパシアヌス帝、ティトゥス帝の功績を称える碑文が刻まれている。
TI. CLAUDIUS DRUSI F. CAISAR AUGUSTUS GERMANICUS PONTIF. MAXIM., / TRIBUNICIA POTESTATE XII, COS. V, IMPERATOR XXVII, PATER PATRIAE, / AQUAS CLAUDIAM EX FONTIBUS, QUI VOCABANTUR CAERULEUS ET CURTIUS A MILLIARIO XXXXV, / ITEM ANIENEM NOVAM A MILLIARIO LXII SUA IMPENSA IN URBEM PERDUCENDAS CURAVIT.
（日本語意訳）クラウディウス帝（ティベリウス・クラウディウス・ドルスス・カエサル・アウグストゥス・ゲルマニクス） 最高神祇官 / 護民官12回 執政官5回 インペラトル27回 国家の父 / 45マイル地点のカエルレウスとクルティウスと呼ばれている泉からクラウディア水道を / さらに62マイル地点より新アニオ水道を造りローマに贈った
IMP. CAESAR VESPASIANUS AUGUST. PONTIF. MAX. TRIB. POT. II IMP. VI COS. III DESIG.(nauts) IIII P. P. / AQUAS CURTIAM ET CAERULEAM PERDUCTAS A DIVO CLAUDIO ET POSTEA INTERMISSAS DILAPSASQUE / PER ANNOS NOVEM SUA IMPENSA URBI RESTITUIT.
（日本語意訳）ウェスパシアヌス帝（カエサル・ウェスパシアヌス・アウグストゥス）最高神祇官 護民官2回 インペラトル6回 執政官3回 翌年執政官4回 国家の父 / クルティウスとカエルレウスの泉から神君クラウディウスが引いた水道が断水したものを復旧した / （断水した期間は）9年間で（復旧工事費用はウェスパシアヌス帝）自身が費用を負担した
IMP. T. CAESAR DIVI F. VESPASIANUS AUGUSTUS PONTIFEX MAXIMUS TRIBUNIC. / POTESTATE X IMPERATOR XVII PATER PATRIAE CENSOR COS. VIII / AQUAS CURTIAM ET CAERULEAM PERDUCTAS A DIVO CLAUDIO ET POSTEA / A DIVO VESPASIANO PATRE SUO URBI RESTITUTAS CUM A CAPITE AQUARUM A SOLO VETUSTATE DILAPSAE ESSENT NOVA FORMA REDUCENDAS SUA IMPENSA CURAVIT.
（日本語意訳）ティトゥス帝（カエサル・神君ウェスパシアヌスの子・アウグストゥス）最高神祇官 / 護民官10回 インペラトール 17回 国家の父 ケンソル8回 / クルティウスとカエルレウスの泉から神君クラウディウスとが引いた水道 / 後継者であり父である神君ウェスパシアヌスが復旧した水道が使えなくなったため、水源から新たに自らの費用を負担し造りなおした

### その他の碑文
門の南西にある改修記念碑
ROMAM PERDUCTA A Q. MARCIUS PRAET / TRIBUS ANNIS POST CARTHAGINEM DELETAM / RESTITUTA PAUCIS DIEBUS ANTE QUAM / URBS ITALIAE VINDICARETUR NUNC IUXTA / VETEREM DUCTUM QUINTO POST EVERSUM / AUSTRIACUM IMPERIUM ANNO AUCTA COPIA / PROFLUIT URBIS DECORI SALUBRITATI ET / INCREMENTO PEPRETUO ITALIAE LAETIS / COMES ADDITA REBUS
（日本語意訳）カルタゴ打倒の3年後（紀元前144年）に、法務官クイントゥス・マルキウスにより造られ（たマルキア水道は）、イタリア統一（1870年9月11日）の数日前に改修され、オーストリア帝国を打倒した（1923年第一次世界大戦の）5年後にも改修された。イタリア政府の協力により事業が行われたこの改修により、流量の増加と公衆衛生の増進されローマ市の発展に寄与した。
グレゴリウス16世時代の改修祈念碑文
GREGORIUS XVI PONT. MAX. / ANNO SACRI PRINCIPATUS EIUS X / GEMINUM ARCUM DUCTUS AQUAE CLAUDIAE / MONUMENTUM VETERIS ARTIS PRAESTANTISSIMUM / DEIECTIS INGRATIS MOLITIONIBUS / QUAS POSTERIOR AETAS CIRCUM SUPRAQUE CONSTRUXERAT / PRISTINAE DIGNITATI RESTITUIT / SEPULCRUM EURYSACIS IN LUCEM INDE PROLATUM / PER IAC. IUSTINIANUM S.R.E. CARD.PRAEF.DEC.CUR.UR.

## その他

### この場所を通るローマ水道

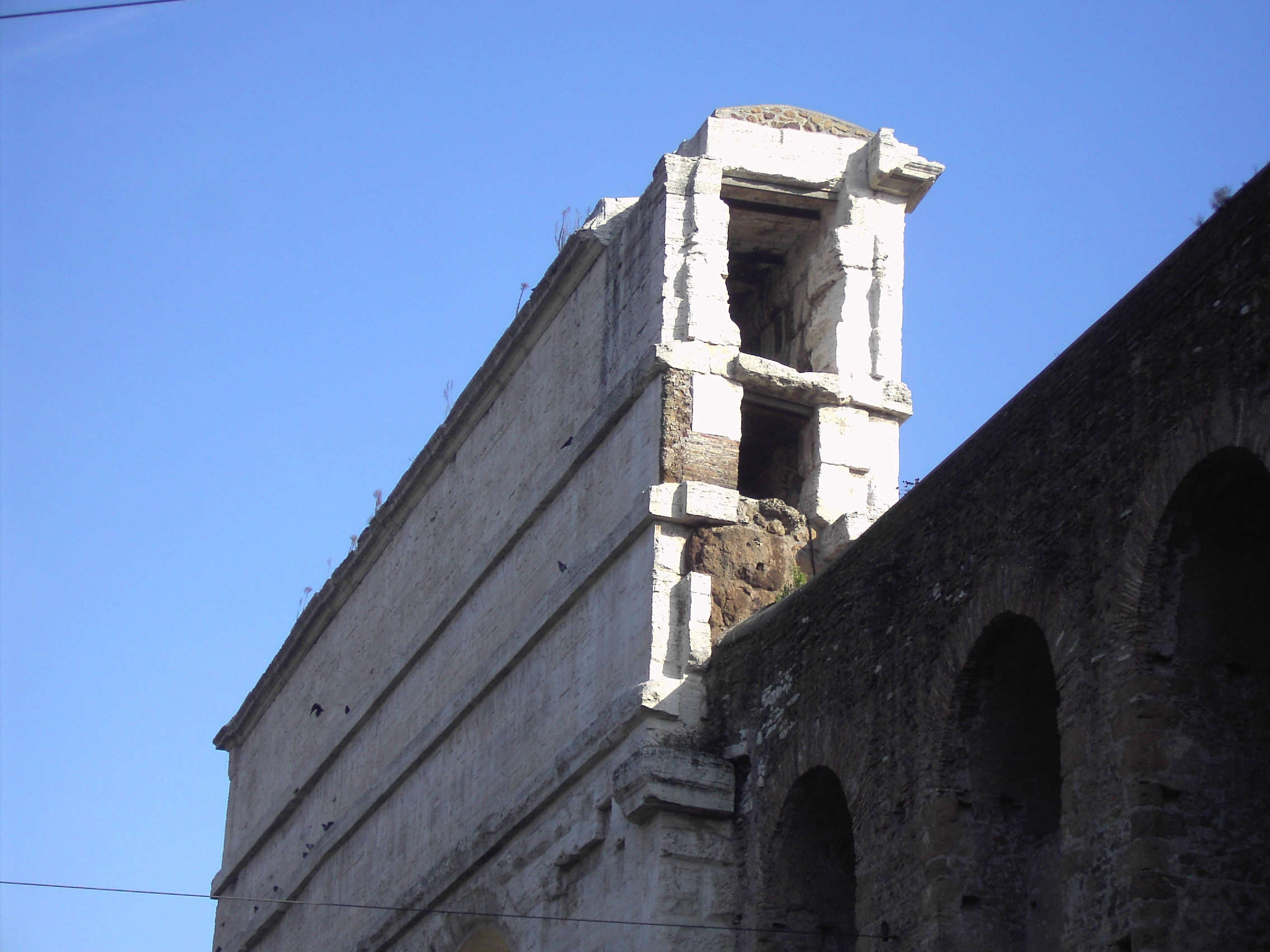
門の上の導水渠

プラエネスティーナ門（現 マッジョーレ門）の上部には、クラウディア水道、新アニオ水道とフェリクス水道の導水渠が載せられている。
クラウディア水道と新アニオ水道の水道橋はローマ市の南からこの門の所までやってきて、門の上を通過した後、門の北にほぼ隣接して建てられていた分水施設（カステルム・アクアエ）に接続されていた。また、クラウディア水道は門の手前で分岐しネロ帝が造った支流の水道橋を通りパラティヌスに達していた。より後の時代に造られたフェリクス水道は、同様にローマ市の南からやってきて、門の上を通過した後にアウレリアヌス城壁に組み込まれた導水渠を通りクイリナーレの丘に向かっていた。
マルキア水道、テプラ水道とユリア水道は門の北をかすめてアウレリアヌス城壁に組み込まれた導水渠に接続されていた。また旧アニオ水道もこの門の北側をかすめて市内に向かっていた。

### マルクス・ヴェルギリウス・ユリサケスの墓

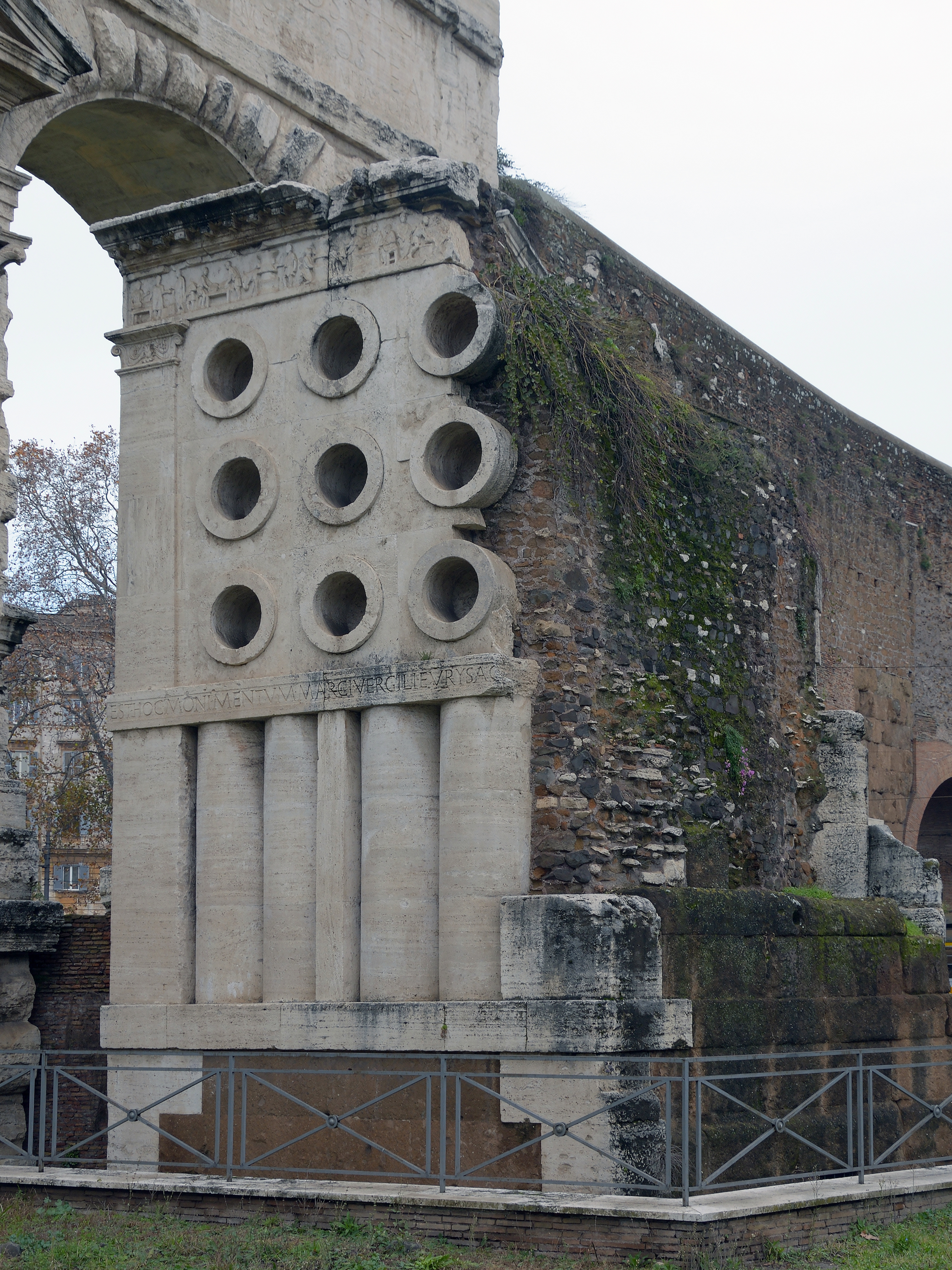
マルクス・ヴェルギリウス・ユリサケスの墓

プラエネスティーナ門（現 マッジョーレ門）の市外側出口にほぼ接して、共和政ローマ末期の紀元前52年から前50年頃に建てられた解放奴隷マルクス・ヴェルギリウス・ユリサケスの墓（英語版）が建てられている。

### 近隣の古代ローマ遺跡
- ミネルウァ・メディカ神殿（ニンファエウム）
- カストレンセ円形闘技場

## アクセス
- 近郊鉄道 ローマ＝ジャルディネッティ線 マッジョーレ門停留所
- ATAC トラム 2,3,5,8,14,19系統 マッジョーレ門停留所
- ローマ地下鉄A線 マンゾーニ駅 の北東約700m

マッジョーレ門の脇をテルミニ駅に向かうトレニタリア（旧イタリア国鉄）の路線が通っているが、駅は無い。テルミニ駅の南東約1.4kmにあたる。